# قطر والإرهاب الذي ترعاه الدولة
اتُهمت قطر بالسماح لممولي الإرهاب بالعمل داخل حدودها، وهو ما كان أحد مبررات الأزمة الدبلوماسية القطرية التي بدأت في عام 2017 وانتهت في عام 2021. في عام 2014 اتهم ديفيد س. كوهين، (وكيل وزارة الخزانة الأمريكية آنذاك) السلطات القطرية بالسماح للممولين المدرجين على القوائم السوداء الدولية بالعيش بحرية في البلاد فقال: «هناك ممولين إرهابيين مُصنفين من قبل الولايات المتحدة والأمم المتحدة في قطر لم يتم اتخاذ إجراءات ضدهم بموجب القانون القطري». تأتي الاتهامات من مجموعة متنوعة من المصادر بما في ذلك تقارير المخابرات والمسؤولين الحكوميين والصحفيين.
على المستوى الرسمي، بما يتعلق في حركة حماس، اتُهمت الحكومة القطرية بدعم قطري لحركة حماس الفلسطينية التي تعتبر منظمة إرهابية أجنبية من قبل الولايات المتحدة، إسرائيل، مصر، الإمارات، السعودية ثم كندا. لكن وفي المقابل فقطر تنفي كل هذه الادعاءات مشيرة إلى أنها لا تدعم حماس إلا على مستوى الموقف السياسي وأن سياستها تأتي في إطار المساعدة من أجل تسهيل المشاركة البناءة بين حماس والسلطة الفلسطينية.
واحدة من رسائل البريد الإلكتروني التي تسربت في آب/أغسطس 2014 من حساب جون بوديستا تُحدِّدُ فيها قطر والمملكة العربية السعودية كدولتان تُقدمان مساعدات مالية ولوجستية لداعش وغيرها من الجماعات الدينية المتطرفة. توضح رسالة البريد أيضا خطة عمل لمحاربة تنظيم الدولة الإسلامية (داعش) وتحثُّ باقي الأطراف السياسية من أجل الضغط على قطر والسعودية للكف عن تمويل «الإرهاب». جدير بالذكر أنه لم يُعرف ما إذا كان هذا البريد الإلكتروني مكتوب أصلا من قبل هيلاري كلينتون أو مستشار (ة) آخر. ردا على هذه المزاعم زار أمير قطر الشيخ تميم بن حمد آل ثاني يوم 25 سبتمبر من عام 2014 الولايات المتحدة وظهر على شاشات التلفزيون الأمريكي للدفاع عن بلاده ضد المزاعم التي تُفيد بأن الدولة القطرية تؤوي الإرهابيين. وفي مقابلة له مع سي إن إن ذكر الأمير أن قطر لا تمول الإرهابيين وكانت ولا زالت ملتزمة بمكافحة داعش على المدى الطويل.
وفقا لجريدة الديلي تلغراف فإن الحكومة القطرية قد وُضعت على قائمة الحكومات الراعية للإرهاب عام 2014، وعلى الرغم من الجهود التي تبذلها دولة قطر إلا أن الكثير -بما في ذلك محللين وساسة وزعماء دول- لا زال يعتبرها من أبرز ممولي الإرهاب ومن أبرز الدول التي تفلت دوماً من العقوبات.
يتم تمويل العنف في أفغانستان وباكستان جزئيا من قبل الأثرياء المحافظين المانحين في دول الخليج ولا تفعل الحكومات العربية إلا القليل من أجل ردعهم. البلدان العربية الأخرى التي عادة ما يتم الإشارة لها كدول ممولة للإرهاب هي المملكة العربية السعودية، الكويت ثم الإمارات العربية المتحدة.

## الخلفية

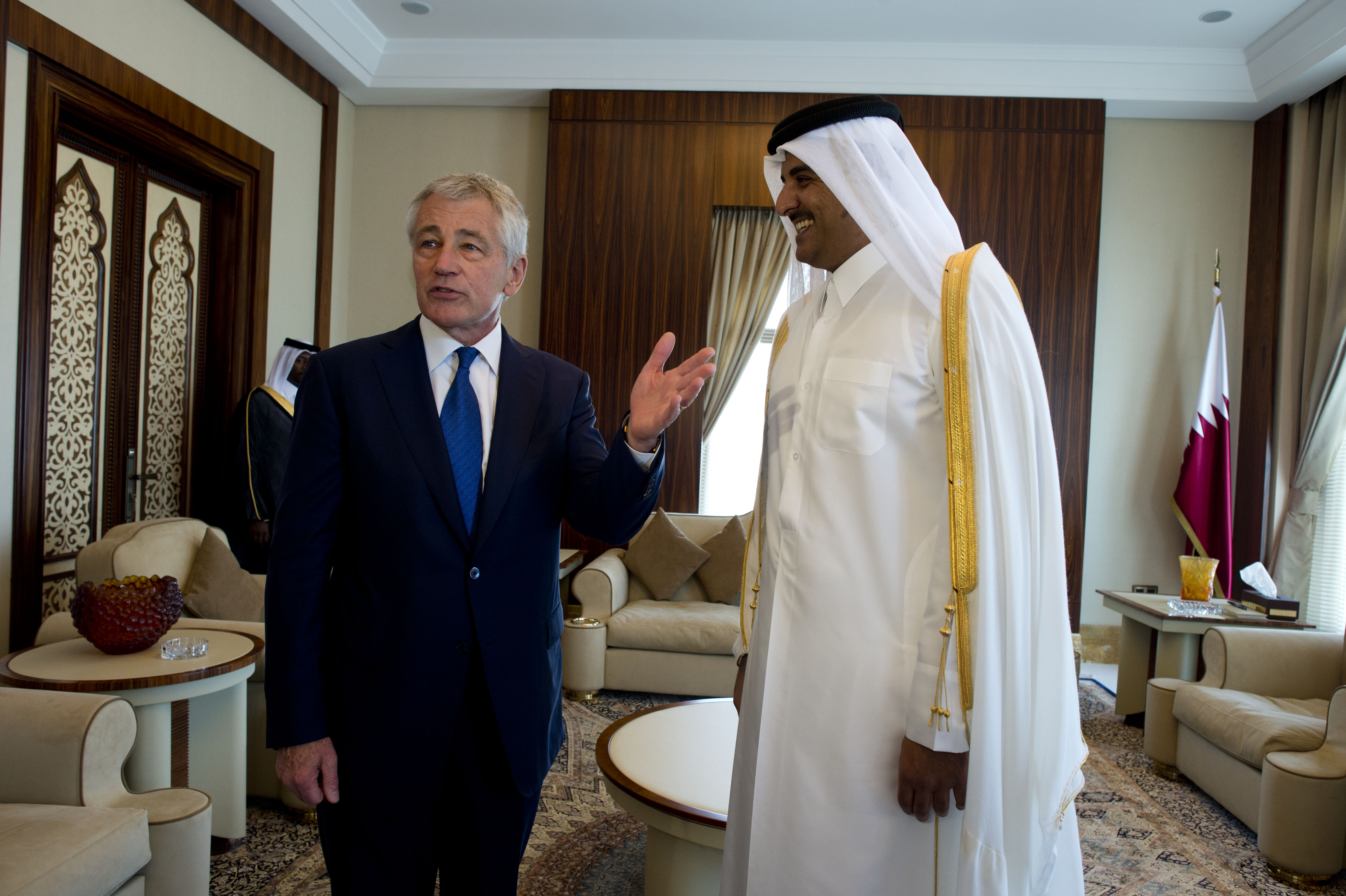
الأمير تميم بن حمد آل ثاني رفقة وزير الدفاع الأميركي السابق تشاك هيغل

في عام 2003 علِمَ الكونغرس الأمريكي أن عددا كبيرا من المؤسسات الخيرية في دولة قطر تدعم أنشطة تنظيم القاعدة من خلال المساعدة في نقل وغسل الأموال لصالح الجماعة «الإرهابية». في كانون الأول/ديسمبر 2013 اعتبرت الولايات المتحدة القطري عبد الرحمن النعيمي أحد ممولي الإرهاب ففرضت وزارة الخزانة الأمريكية عقوبات على النعيمي ثم أعلنت على أن «عبد الرحمن هو ممول الإرهاب الذي يعمل لصالح دولة قطر حيث ييسر مرور الأموال ويقدم الدعم المادي وينقل الرسائل إلى تنظيم القاعدة وفروعه في سوريا، العراق، الصومال ثم اليمن منذ أكثر من عقد من الزمن.» وعلاوة على ذلك، في آب/أغسطس 2014 نُشرت افتتاحية في صحيفة نيويورك تايمز بعنوان «ميدان الإرهابيين» للمحلل الإسرائيلي رون بروسور الذي زعم فيها أن قطر تسعى إلى تحسين الصورة العالمية من خلال تمويل أبرز الجامعات الأجنبية في الدوحة كما تُحاول استضافة كأس العالم 2022 في الوقت الذي تدعم فيه حماس، القاعدة والإخوان المسلمين.
في كانون الأول/ديسمبر 2014 طلب عضوا الكونغرس براد شيرمان وبيتر روسكام من حكومة الولايات المتحدة من خلال رسالة إلى وزير الخزانة فرض عقوبات على قطر، كما أن اثنين من أعضاء الكونجرس طلبا تقريرا كاملا عن أنشطة الأفراد والجمعيات الخيرية والمنظمات داخل قطر خاصة تلك التي تمول حماس، داعش، تنظيم القاعدة ثم جبهة النصرة. ردت وزارة الخارجية على رسائل المشرعين بالقول إن الولايات المتحدة لديها «علاقة مثمرة مع قطر» مشيرة إلى أن الدولة القطرية قد تحسنت جهودها في مكافحة الإرهاب في السنوات الماضية على الرغم من أن طريقة قطر في رصد وملاحقة ممولي الإرهاب والجمعيات الخيرية لا زالت «غير متناسقة».
في كانون الأول/ديسمبر 2014 وقّع 24 من أعضاء لجنة الشؤون الخارجية على رسالة يُطالبون فيها بضرورة فرض عقوبات على كل من قطر وتركيا بسبب نشاطات الحكومتين في تمويل الإرهاب. صدر تقرير عن «تمويل قطر للإرهاب 2015» عن وزارة الخارجية الأمريكية في 2 حزيران/يونيو 2016 وقد تضمن تصريحات تُفيد بأنه على الرغم من مشاركة قطر في عدد من العمليات المكافحة للإرهاب فإنها لا زالت تقوم بتمويل بعض المبادرات كما تقوم بتمويل كيانات وأفراد وجماعات متطرفة عنيفة لا سيما تلك الإقليمية مثل تنظيم القاعدة والتنظيمات التابعة لها بما في ذلك جبهة النصرة. ذكر نفس التقرير أن قطر قامت بصيانة بعض من سياساتها كما تعاملت بحزم مع بعض الإرهابيين المشتبه بهم وذكر التقرير كذلك أن الدولة قامت بجهود رامية من خلال استدعاء أبرز ممولي الإرهاب.
صرّح وزير الدفاع الأمريكي روبرت غيتس في مايو 2017 قائلا: «لا أعرف حالات في قطر تقوم بتمويل شبكات الإرهاب مثل حماس، طالبان ثم القاعدة.»
في 9 يونيو من عام 2017 وخلال مؤتمر صحفي عقده الرئيس الأمريكي ترامب بدعم من المملكة العربية السعودية وحلفائها وذلك في أعقاب الأزمة الدبلوماسية أشار دونالد إلى أن قطر هي ممولة إرهاب على مستوى عال جدا ثم شجع باقي البلدان على مواصلة المقاطعة. لكن وفي المقابل فقد تعارضت تصريحات الرئيس مع وزيره ريكس تيلرسون الذي طلب من فارضي المقاطعة بالاعتدال ومحاولة ضبط النفس من أجل الوصول لحل سياسي.

## علاقة قطر ببعض الجماعات

### القاعدة
شهادة جمال أحمد الفضل، وكيل الأعمال السابق لأسامة بن لادن، انشق إلى الولايات المتحدة في عام 1996 ، وشهد أمام لجنة 11 سبتمبر والكونغرس، أن بن لادن أخبره في عام 1993 أن جمعية قطر الخيرية كانت أحد مصادر تمويل بن لادن العديدة.

في عام 2003 ، كتبت صحيفة نيويورك تايمز :. 
"الدعم الخاص للقاعدة من القطريين للقاعدة مسألة حساسة وتثير غضب مدير المخابرات المركزية وفيما يخص صاحب التخطيط الرئيسي للهجوم على مركز التجارة العالمي والبنتاغون، قال مسؤولو المخابرات السعودية إنه أمضى أسبوعين في أواخر عام 2001 مختبئًا في قطر، بمساعدة رعاة بارزين، بعد فراره من الكويت ".
كما كان خليفة محمد تركي السبيعي احد ممولي القاعدة، والذي كان موظفًا سابقًا في مصرف قطر المركزي عام 2014، كما أعلن وكيل وزارة الخزانة الأمريكية لشؤون الإرهاب والاستخبارات المالية، ديفيد كوهين ، أن الرجل كان يعيش بحرية في قطربالرغم من انه على قوائم الإرهاب في جميع أنحاء العالم.
كما كان عبدالرحمن النعيمي رئيسًا الاتحاد القطري لكرة القدم من احد ممولي تنظيم القاعدة. وقال التقرير الأمريكي إنه أرسل أكثر من 1.25 مليون جنيه إسترليني شهريًا إلى مقاتلي القاعدة الجهاديين في العراق كما أرسل مئات الآلاف من الجنيهات إلى مقاتلين في سوريا وقد صنفته الولايات المتحدة إرهابياً في 2013، وفرضت عليه بريطانيا عقوبات في 2014.
في 4 أغسطس 2015، عاقبت وزارة الخزانة الأمريكية المواطن القطري عبد اللطيف بن عبد الله صالح محمد الكواري لدعمه المزعوم للقاعدة في باكستان وأفغانستان. وفقًا لتصنيف وزارة الخزانة، عمل الكواري مع القاعدة منذ أوائل العقد الأول من القرن الحالي في دوره كممول ومسؤول أمني للجماعة الإرهابية. وبحسب ما ورد ، عمل الكواري مع مصطفى حاجي محمد خان وإبراهيم عيسى حاج محمد البكر التابعين للقاعدة في الولايات المتحدة والأمم المتحدة من أجل تسليم الأموال إلى عناصر القاعدة في باكستان، وفي عام 2012 ، زُعم أن الكواري نسق "إيصال تمويل من ممولين قطريين يهدفون إلى دعم القاعدة وتسليم إيصالات تؤكد حصول القاعدة على تمويل من مانحين أجانب من متطرفين في قطر".  كما قدم المساعدة إلى ساعي من القاعدة كان ينقل عدة آلاف من الدولارات إلى مسؤولي القاعدة.

### داعش

علم الدولة الإسلامية في العراق والشام

في تشرين الثاني/نوفمبر 2014 وصفَ ديفيد كوهين وكيل وزارة الخزانة لشؤون الإرهاب والاستخبارات المالية قطر بأنها تعمل على توفير بيئة متسامحة من أجل تمويل الإرهاب. ذكر مسؤولون في الولايات المتحدة أن قطر فعليا تبرعت بالكثير من الأموال من أجل جماعات «متشددة» بما في ذلك تنظيم الدولة الإسلامية (داعش) الذي حصل على جزء صغير من عمليات التمويل التي تأتي من مثل هذه التبرعات.
موّل عبد الكريم آل ثاني العضو في العائلة المالكة في قطر منزل أبو مصعب الزرقاوي مؤسس تنظيم القاعدة في العراق، كما قام بمنح جوازات سفر للعديد من «الهاربين»، ليس هذا فقط فقد تبث أن عبد الكريم أودع مليون دولار في حساب بنكي لتمويل تنظيم القاعدة في العراق. هناك أيضا عبد الرحمن النعيمي وهو مواطن قطري عمل كوسيط بين داعش وتنظيم القاعدة في العراق.
في شباط/فبراير 2015 تدهورت العلاقات القطرية المصرية بعدما قامت القوات الجوية المصرية بشن ضربات جوية على عناصر مشتبه في انتمائهم لتنظيم الدولة الإسلامية في ليبيا مما نجم عنه ذبح 21 مصريا من المسيحيين. تمت إدانة الغارات من الحكومة القطرية في حين ركزت قناة الجزيرة على الموضوع وبثت صور للضحايا من المدنيين. بالإضافة إلى ذلك أعربت وزارة الخارجية عن تحفظاتها بسبب تلك الضربات الجوية. وهذا ما دفع طارق عادل مندوب مصر في جامعة الدول العربية لاتهام قطر بدعم الإرهاب. رفض مجلس التعاون الخليجي الاتهامات التي وجهتا قطر لمصر واعتبر أمين الجامعة تلك البيانات «كاذبة».

### جبهة النصرة
اتُهمت قطر برعاية الجماعات والفروع التابعة لتنظيم القاعدة في سوريا وعلى رأسها جبهة النصرة، خاصة في عام 2013. أُنشئت الجماعة الجهادية في إطار خطط أبو بكر البغدادي لتوسيع الدولة الإسلامية في الشام لكنها سرعان ما انفصلت عن التنظيم بحلول عام 2013 بسبب صراعات نشبت بين القادة. تُصنف جبهة النصرة على أساس أنها كيانا إرهابيا من قبل الأمم المتحدة، الاتحاد الأوروبي، كندا، الولايات المتحدة، إسرائيل، هونغ كونغ، سويسرا وأستراليا. ومع ذلك فإن قطر تواصل دعمها من خلال ضخ المزيد من الأموال ودفع الفدية بالإضافة إلى تنظيم حملات جمع التبرعات كحليف استراتيجي في سوريا تهدف لعزل الرئيس السوري بشار الأسد.
لعبت قطر دور الوسيط في الإفراج عن عشرات الأسرى لدى جبهة النصرة في عدة مناسبات أبرزها إطلاق سراح 45 من قوات حفظ السلام الذين خُطفوا في آب/أغسطس 2014 كما لعبت دور الوسيط في تبادل أسرى بين التنظيم وبين الحكومة اللبنانية وذلك بحلول كانون الأول/ديسمبر 2015. دفعت قطر أيضا فدية تتراوح بين بضعة ملايين إلى مئات ملايين من الدولارات وذلك من أجل استرجاع الرهائن المحبوسين لدى الجبهة. بالإضافة إلى دفع الفدية فإن حكومة دولة قطر تبدل جهودا كبيرة من أجل تنظيم حملات لجمع التبرعات «ودعم المشتريات من الأسلحة والمواد الغذائية واللوازم التي تحتاجها بعض الجماعات المعارضة في سوريا». أطلقت قطر في عام 2013 حملة لجمع التبرعات بعنوان «إمداد أهل الشام» وذلك بهدف مساندة المجموعات المعارضة والثورية. توسعت حملات جمع التبرعات في عام 2013 بل وصلت حد مواقع التواصل الاجتماعي بحلول أيار/مايو 2013. أعلن عدد من الشخصيات البارزة بما في ذلك رجال الدين ورجال أعمال مثل عبد العزيز بن خليفة العطية أعلنوا علنا تأييدهم للحملة على وسائل التواصل الاجتماعي. ومع ذلك فإن نجاح الحملة يُنسب إلى حد كبير إلى المنسقين المباشرين من عام 2013 إلى عام 2015 ومنهم سعد بن سعد محمد شريان الكعبي وعبد اللطيف بن عبد الله صالح محمد الكواري. جدير بالذكر هنا أن الكعبي هو مواطن قطري اتُهم بتمويل الإرهاب من قبل وزارة الخزانة الأمريكية التي أكدت على أنه لعب دور الوسيط من أجل تبادل الرهائن مع جبهة النصرة في آب/أغسطس 2015.

### الاتهامات بدعم الجماعات المتطرفة في العراق
في عام 2014 اتهم رئيس وزراء العراق السابق نوري المالكي قطر والمملكة العربية بالتسبب في اندلاع حربين أهليتين في كل من العراق وسوريا كما اتهم حكومة الدولتان بتحريض وتشجيع الحركات الإرهابية مثل تنظيم الدولة الإسلامية (داعش) وتنظيم القاعدة بالإضافة إلى تقديم الدعم السياسي في وسائل الإعلام وكذلك تزويدهم ثم تمويلهم بالأسلحة.

## الأزمة الخليجية
في يونيو 2017 قامت المملكة العربية السعودية، الإمارات العربية المتحدة، البحرين، مصر، المالديف، موريتانيا، موريشيوس، السودان، السنغال، جيبوتي، جزر القمر، الأردن، طبرق في ليبيا ثم اليمن بقطع العلاقات الدبلوماسية مع قطر ومنعت تلك الدول قطر من استعمال مجالها الجوي والطرق البحرية كذلك. بعد هذه «المقاطعة» قامت قناة الجزيرة ببث تقارير سلبية عن دول الخليج ومصر حيث ركزت على الأوضاع الإنسانية في الحرب اليمنية ثم ركزت على شبهات الفساد بالنسبة للإمارات وسجل حقوق الإنسان في مصر. طُردت قطر بعدها من التحالف ضد الحوثيين. قطعت السعودية العلاقات الدبلوماسية مع قطر ثم اتهمتها بدعم الإرهاب والتدخل في الشؤون الداخلية لدول الخليج، بالإضافة إلى الحفاظ على العلاقات مع إيران. نفت قطر مزاعم دعمها للإرهاب وبرَّرت ذلك من خلال الإشارة إلى نفسها كونها ساهمت في التدخل العسكري ضد داعش. حاولت الدول المقاطعة لقطر فرض تدابير وشروط لكن قطر نفسها لم تستجب لهم ورفضت كل المطالب الثلاث عشر، مما دفع بالدول المقاطِعة إلى التصعيد مجددا من خلال اتهام قطر بقويض الأمن والاستقرار في مجلس التعاون الخليجي وبالخصوص في عام 2014.
جاءت الأزمة الدبلوماسية بعد خطاب ألقاه أمير قطر تميم بن حمد آل ثاني في مايو/أيار وتحدث فيه عن دعم قطر وإيران لحركة حماس والإخوان المسلمون جنبا إلى جنب، كما دعى الدول العربية إلى التقرب من إيران "الإسلامية" من أجل مواجهة الموقف العدائي لدونالد ترامب تجاهها. نفت قطر هذه الادعاءات وأكدت على أن الخطاب مزور ثم وضحت كيف أن المتسللين اخترقوا موقع وكالة الأنباء القطرية ونشروا تصريحات ملفقة وغير صحيحة. يعتقد المحققون في وكالة الأنباء القطرية أن الاختراق تم من قبل قراصنة روس كجزء من حملة نشر الأخبار الوهمية التي تهدف إلى إشعال خلافات دبلوماسية بين الولايات المتحدة وحلفائها في المنطقة. نفى الكرملين كل هذا ودعا حكومة قطر إلى التأني ومحاولة ضبط النفس خلال كشف الفاعل ليتبين فيما بعد أن المسؤول عن الاختراق هم "دول المقاطعة وذلك بعد تتبع إشارات الهاتف المحمول التي استُعملت عند نشر التصريحات الملفقة. حينها توَّعدت قطر بمقاضاة البلدان المشاركة في المقاطعة.
ارتفعت وثيرة الأزمة ففرضت الدول المقاطعة عزلة اقتصادية اضطرت قطر خلالها إلى اللجوء إلى تركيا وإيران (كلا الدولتان متهمتان برعاية وتمويل الإرهاب) من أجل الحصول على إمدادات الغذاء والمياه. في نفس الوقت عرضت إيران استخدام ثلاثة منافذ لتقديم الإمدادات إلى قطر.
ادعى الإعلام العربي وبخاصة السعودي، الإماراتي والمصري أن قطر قبلت سرا أن تصبح جزءا من النفوذ الشيعي الإيراني فطهران تُحاول خلق سلطة عليا لها في الشرق الأوسط من خلال تمركز حزب الله في لبنان ونظام الأسد في سوريا ثم حزب الدعوة الإسلامية في العراق والحوثي في اليمن. خلال محادثة هاتفية مع الرئيس الإيراني حسن روحاني ذكر أمير قطر تميم أنه يريد علاقات مع إيران «أقوى من أي وقت مضى.» فيما طلبت إيران من قطر دعم حزب الله باعتباره حركة مقاومة ضد الاحتلال الإسرائيلي وليس مجموعة إرهابية. واصلت وسائل الإعلام السعودية تهجمها على قطر حيث ذكرت أن عضوا من عائلة آل ثاني الحاكمة وهو الشيخ عبد الله بن ناصر بن عبد الله أحمد آل ثاني قد غرَّد على حسابه في موقع تويتر قائلا: «انضم يا تميم مع إخوتك في إيران ضد المجموعات الإرهابية وتغلب على خصومك.» زعمت وسائل الإعلام السعودية والإماراتية أيضا أن الحرس الثوري دخل قصر حاكم قطر تميم بن حمد آل ثاني ويقوم بحمايته خشية من تدخل عسكري للدول المقاطعة.
فرضت الدول المقاطعة بقيادة السعودية «كتلة» من الشروط الواجب توافرها في قطر قبل استعادة العلاقات الدبلوماسية وتوقف المقاطعة. وتمثلت هذه الشروط في ثلاثة عشر مطلبا رئيسيا ينص على أن قطر يجب أن تقوم بقطع العلاقات العسكرية والاستخباراتية مع إيران ثم تتفق مع الولايات المتحدة من أجل فرض عقوبات تجارية على إيران؛ بالإضافة إلى إغلاق القاعدة العسكرية التركية في قطر ووقف التعاون العسكري مع تركيا. كما طالبت الدول المقاطعة قطر بقطع كل العلاقات مع «المنظمات الإرهابية الطائفية والأيديولوجية» مثل داعش، الإخوان المسلمين، حماس، طالبان، القاعدة، جبهة النصرة وحزب الله بالإضافة إلى كل المنظمات المصنفة على أنها إرهابية من قبل المملكة العربية السعودية، الإمارات العربية المتحدة، البحرين ومصر. تضمنت الشروط مطالب أخرى أكثر عقابية بما في ذلك جبر الضرر والتعويض عن الخسائر في الأرواح وغيرها من الخسائر المالية الناجمة عن سياسات قطر في السنوات الأخيرة ثم إغلاق معظم وسائل الإعلام التي تمولها الدولة وعلى رأسها قناة الجزيرة، عربي 21، رصد، العربي الجديد، مكملين ثم عين الشرق الأوسط. حاولت الدول المقاطعة أيضا ضمان تصرفات قطر في المستقبل حيث فرضت عليها -ضمن الشروط- مناقشة جميع المسائل مع دول الخليج الأخرى ومناقشة جميع قراراتها معهم قبل اتخادها بالإضافة إلى تقديم تقارير دورية عن نشاطها كما طالبوها بترحيل جميع اللاجئين السياسيين الذين يعيشون على أراضيها إلى بلدانهم الأصلية أو تجميد أصولها ثم تقديم كل المعلومات المطلوبة حول الإقامة والحركات المالية وما إلى ذلك. وكشرط أخير نهت تلك الدول قطر من منح الجنسية إلى المزيد من «الهاربين». رفضت قطر كل هاته المطالب؛ فأعلنت البلدان المعنية بأن المقاطعة سوف يستمر حتى تُغير قطر من سياساتها.

## موقف الولايات المتحدة
في 6 يونيو من عام 2017 ذكرت وزارة الخارجية الأمريكية أن قطر أحرزت تقدما في وقف تمويل الإرهابيين ولكن لا زال هناك المزيد من العمل الذي يتعين عليها القيام به. قبل الأزمة، قام الرئيس دونالد ترامب برحلة إلى المملكة العربية السعودية والتقى هناك مع زعماء الشرق الأوسط. أشار ترامب في وقت لاحق إلى أن قطر هي الممول الرئيسي للتطرف. في 7 يونيو من عام 2017 عرض ترامب على الدول المُنخرطة في الأزمة «التوسط» ثم اقترح فيما بعد تقديم المساعدة.
في يونيو 2017 استأجرت حكومة قطر المحامي والسياسي الأمريكي جون آشكروفت لتمثيل البلد في الساحة الدولية. قدم جون لقطر العديد من الخدمات بما في ذلك الضغط ومواجهة الاتهامات بالإضافة إلى رد الهجمات. ليس هذا فقط فآشكروفت دافع عن قطر ضد الرئيس الأمريكي دونالد ترامب الذي علق على البلاد نزعة واضحة مٌعتبرا إياها ممولة إرهاب.
وفقا لصحيفة واشنطن بوست فإن الإمارات العربية المتحدة زرعت أدلة كاذبة قبل الأزمة. أما سي إن إن فقد أكدت على أن دولة الإمارات العربية المتحدة قد نفت رسميا تلك المزاعم من خلال سفارة الولايات المتحدة ووزير الشؤون الخارجية أنور قرقاش.
في تموز/يوليو 2017 أشاد وزير الخارجية الأمريكية ريكس تيلرسون بقطر بعد أن أصبحت أول دولة إقليمية تُوقع على مذكرة تفاهم مع الولايات المتحدة لمكافحة تمويل الإرهاب. أشاد تيلرسون بقطر وأكد على أنها تصرفت على نحو معقول في جميع أوقات النزاع.
في 19 أكتوبر؛ قال تيلرسون في مقابلة أن كتلة قيادة السعودية هي المسؤولة عن استمرار الأزمة وذلك بسبب رفض التحدث إلى قطر حتى الآن. وفي 30 أكتوبر عام 2017 أشاد وزير الخزانة الأمريكي ستيفن منوشين «بالعلاقات قوية» مع قطر وتعهد بتوثيق التعاون مع هذا البلد. بعد رحلة في العديد من بلدان الشرق الأوسط أشاد الوزير بالجهود التي تبذلها دولة قطر في مكافحة تمويل الإرهاب مؤكدا على أن البلدين سيزيدان من تعاونهما في مكافحة الإرهاب.